# Flickor, ohoj!
Flickor, ohoj! är en amerikansk film från 1945 i regi av Sidney Lanfield. Den är filmad i technicolor.

## Handling
Den förmögne J. Newport Bates har tröttnat på kvinnor som vill åt hans pengar. Han mönstrar därför på anonymt till flottan i hopp om att hitta en kvinna som tycker om honom för hans person.

## Rollista
- Veronica Lake - Teddy Collins
- Sonny Tufts - Phil North
- Eddie Bracken - J. Newport Bates
- Marjorie Reynolds - Sue Thomas
- Johnny Coy - Benny Lowe
- Peter Whitney - Swede
- Alan Mowbray - August
- Grant Mitchell - Ralph
- Porter Hall - Dr. Efrington
- Thurston Hall - Rutledge
- Joan Woodbury - Gloria
- Frank Faylen - sjöman